# Pentium 4-M
Pentium III Pentium M
Le Pentium 4-M est un microprocesseur de la gamme x86 d'Intel. Ce processeur de la 6e génération, à l'origine basé sur l'architecture NetBurst, était destiné à remplacer les Pentium III pour portables. La technologie SpeedStep intégrée dans ces processeurs permet de modifier la vitesse de fonctionnement (selon des valeurs prédéfinies du multiplicateur interne) et l'alimentation du processeur en fonction de sa sollicitation. La consommation d'énergie et les performances étaient décevantes. Il fut remplacé par un processeur utilisant une architecture plus efficace, le Pentium M.

## Pentium 4-M

### Northwood (130 nm)
- Technologies supportées : MMX, SSE, SSE2, EIST.
- FSB à 400 MT/s.

| Modèle             | Fréquence | Cache L2 | FSB      | Coefficient | Tension (V) | TDP (W) | Socket     | date de sortie    |
| ------------------ | --------- | -------- | -------- | ----------- | ----------- | ------- | ---------- | ----------------- |
| Pentium 4-M 1.4    | 1,4 GHz   | 512 KiB  | 400 MT/s | 14×         | 1,2         | 25,8    | Socket 478 | 23 avril 2002     |
| Pentium 4-M 1.5    | 1,5 GHz   | 512 KiB  | 400 MT/s | 15×         | 1,3         | 26,9    | Socket 478 | 23 avril 2002     |
| Pentium 4-M 1.6    | 1,6 GHz   | 512 KiB  | 400 MT/s | 16×         | 1,3         | 30      | Socket 478 | 4 mars 2002       |
| Pentium 4-M 1.7    | 1,7 GHz   | 512 KiB  | 400 MT/s | 17×         | 1,3         | 30      | Socket 478 | 4 mars 2002       |
| Pentium 4-M 1.8    | 1,8 GHz   | 512 KiB  | 400 MT/s | 18×         | 1,3         | 30      | Socket 478 | 23 avril 2002     |
| Pentium 4-M 1.9    | 1,9 GHz   | 512 KiB  | 400 MT/s | 19×         | 1,3         | 32      | Socket 478 | 24 juin 2002      |
| Pentium 4-M 2.0    | 2,0 GHz   | 512 KiB  | 400 MT/s | 20×         | 1,3         | 32      | Socket 478 | 24 juin 2002      |
| Pentium 4-M 2.2    | 2,2 GHz   | 512 KiB  | 400 MT/s | 22×         | 1,3         | 35      | Socket 478 | 16 septembre 2002 |
| Pentium 4-M 2.3 ES | 2,3 GHz   | 512 KiB  | 400 MT/s | 23×         | 1,3         | 35      | Socket 478 | non officielle    |
| Pentium 4-M 2.4    | 2,4 GHz   | 512 KiB  | 400 MT/s | 24×         | 1,3         | 35      | Socket 478 | 14 janvier 2003   |
| Pentium 4-M 2.5    | 2,5 GHz   | 512 KiB  | 400 MT/s | 25×         | 1,3         | 35      | Socket 478 | 16 avril 2003     |
| Pentium 4-M 2.6    | 2,6 GHz   | 512 KiB  | 400 MT/s | 26×         | 1,3         | 35      | Socket 478 | mai 2003          |

## Pentium 4 Mobile HT

### Northwood (130 nm)
- Technologies supportées : MMX, SSE, SSE2, EIST, Hyper-Threading

| Modèle                   | Fréquence | Cache L2 | FSB      | Coefficient | Tension (V) | TDP    | Socket     | date de sortie    |
| ------------------------ | --------- | -------- | -------- | ----------- | ----------- | ------ | ---------- | ----------------- |
| Mobile Pentium 4 HT 2.4  | 2,4 GHz   | 512 KiB  | 533 MT/s | 18×         | 1,2–1,55    | 59,8 W | Socket 478 | 21 septembre 2003 |
| Mobile Pentium 4 HT 2.66 | 2,66 GHz  | 512 KiB  | 533 MT/s | 20×         | 1,2–1,55 V  | 61 W   | Socket 478 | 21 septembre 2003 |
| Mobile Pentium 4 HT 2.8  | 2,8 GHz   | 512 KiB  | 533 MT/s | 21×         | 1,2–1,55    | 68.4 W | Socket 478 | 21 septembre 2003 |
| Mobile Pentium 4 HT 3.06 | 3,06 GHz  | 512 KiB  | 533 MT/s | 23×         | 1,2–1,55    | 70 W   | Socket 478 | 21 septembre 2003 |
| Mobile Pentium 4 HT 3.2  | 3,2 GHz   | 512 KiB  | 533 MT/s | 24×         | 1,2–1,55    | 76 W   | Socket 478 | 21 septembre 2003 |

### Prescott (90 nm)
- Technologies supportées : MMX, SSE, SSE2, SSE3, EIST, Hyper-threading
- Note : contrairement à leurs équivalents "desktop", aucun Pentium 4 Mobile de la série 5xx n'inclut de jeu d'instructions 64-bits x86-64 (Intel 64).

| Modèle                  | Fréquence (GHz) | Cache L2 (ko) | FSB (MT/s) | Coeff. mult. | Tension (V) | TDP (W) | Socket     | date de sortie |
| ----------------------- | --------------- | ------------- | ---------- | ------------ | ----------- | ------- | ---------- | -------------- |
| Mobile Pentium 4 HT 518 | 2,8             | 1 024         | 533        | 21 ×         | 1,15–1,4    | 88      | Socket 478 | juin 2004      |
| Mobile Pentium 4 HT 532 | 3,06            | 1 024         | 533        | 23 ×         | 1,15–1,4    | 88      | Socket 478 | juin 2004      |
| Mobile Pentium 4 HT 538 | 3,2             | 1 024         | 533        | 24 ×         | 1,15–1,4    | 88      | Socket 478 | juin 2004      |
| Mobile Pentium 4 HT 548 | 3,33            | 1 024         | 533        | 25 ×         | 1,15–1,4    | 88      | Socket 478 | septembre 2004 |
| Mobile Pentium 4 HT 552 | 3,46            | 1 024         | 533        | 26 ×         | 1,15–1,4    | 88      | Socket 478 | janvier 2005   |